# 레알 마드리드 발론세스토

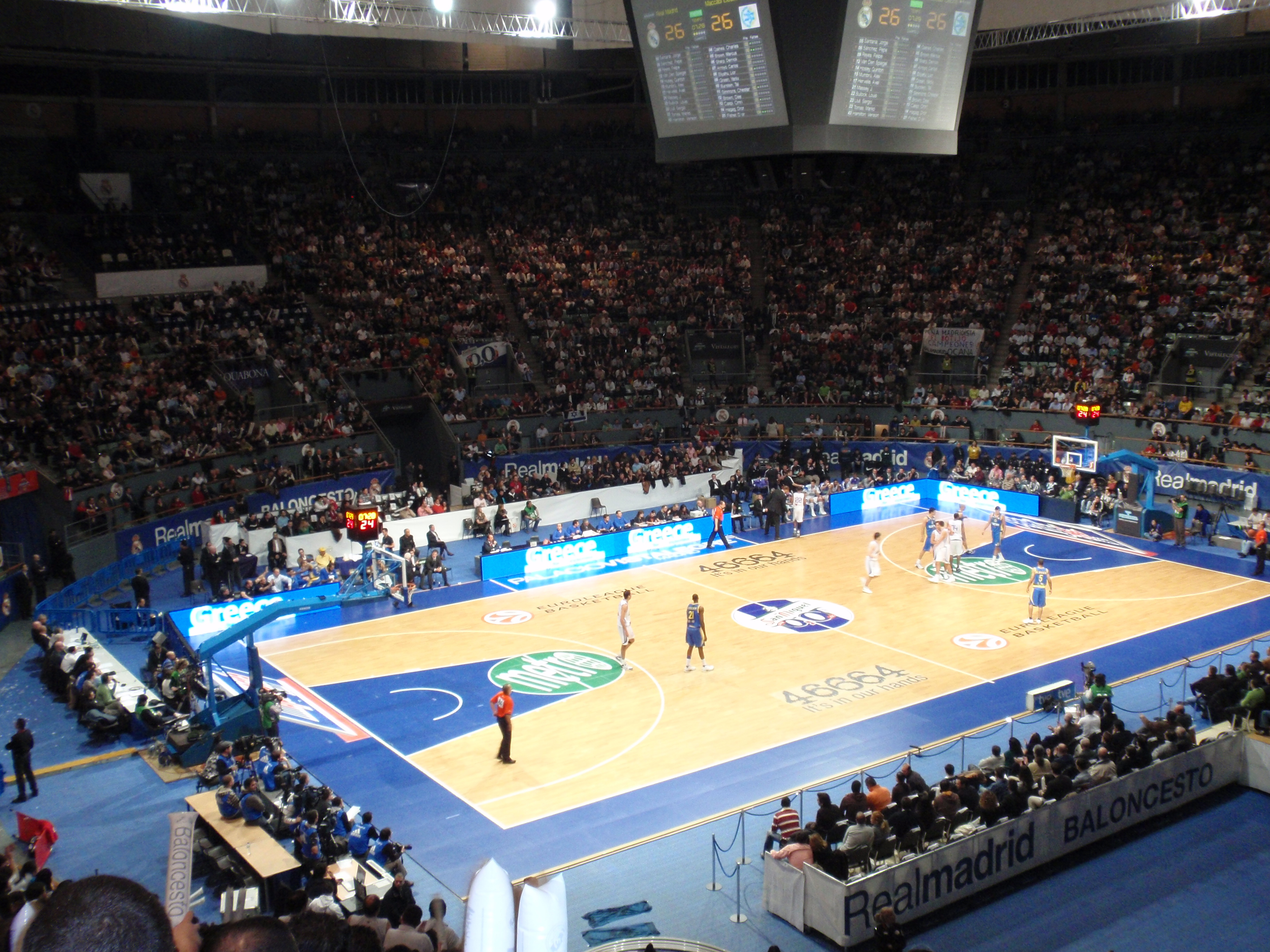

레알 마드리드 발론세스토(Real Madrid Baloncesto)는 스페인 마드리드를 연고로 하는 프로농구단이다. 1931년에 레알 마드리드 CF 산하 멀티 스포츠 클럽의 한 부서로 설립되었고, 유니폼 색상은 레알 마드리드 CF와 같은 흰색이다. 위싱크 센테르(WiZink Center)를 홈구장으로 사용하고 있으며 스페인리그 우승 36회, 유로리그 우승 11회, 라틴컵 우승 1회, 인터컨티넨탈컵 우승 5회의 기록을 가지고 있다.

## 같이 보기
- 레알 마드리드 CF